# Домингес, Мисаэль
Хосуе́ Мисаэ́ль Доми́нгес Гонса́лес (исп. Josué Misael Domínguez González; родился 27 октября 1999 года в Сальтильо, Мексика) — мексиканский футболист, полузащитник клуба «Тихуана».

## Клубная карьера
Домингес — воспитанник клуба «Монтеррей». 4 августа 2016 года в поединке Лиги чемпионов КОНКАКАФ против гаитянского «Дон Боско» Мисаэль дебютировал за основной состав. 6 ноября в матче против «Веракрус» он дебютировал в мексиканской Примере. Летом 2018 года Домингес перешёл в «Крус Асуль». 22 июля в матче против «Пуэблы» он дебютировал за новую команду. В том же году Домингес стал обладатель Кубка Мексики.

## Международная карьера
В 2018 году в составе молодёжной сборной Мексики Домингес принял участие в Молодёжном кубке КОНКАКАФ. На турнире он сыграл в матчах против молодёжных команд Панамы, Сальвадора и США.
В том же году Домингес принял участие в молодёжном чемпионате мира в Польше. На турнире но сыграл в матчах против команд Японии и Италии.

## Достижения
Командные
 «Крус Асуль»
- Кубка Мексики — 2018

Международные
 Мексика (до 20)
- Чемпионат КОНКАКАФ среди молодёжных команд — 2018